# Flaki

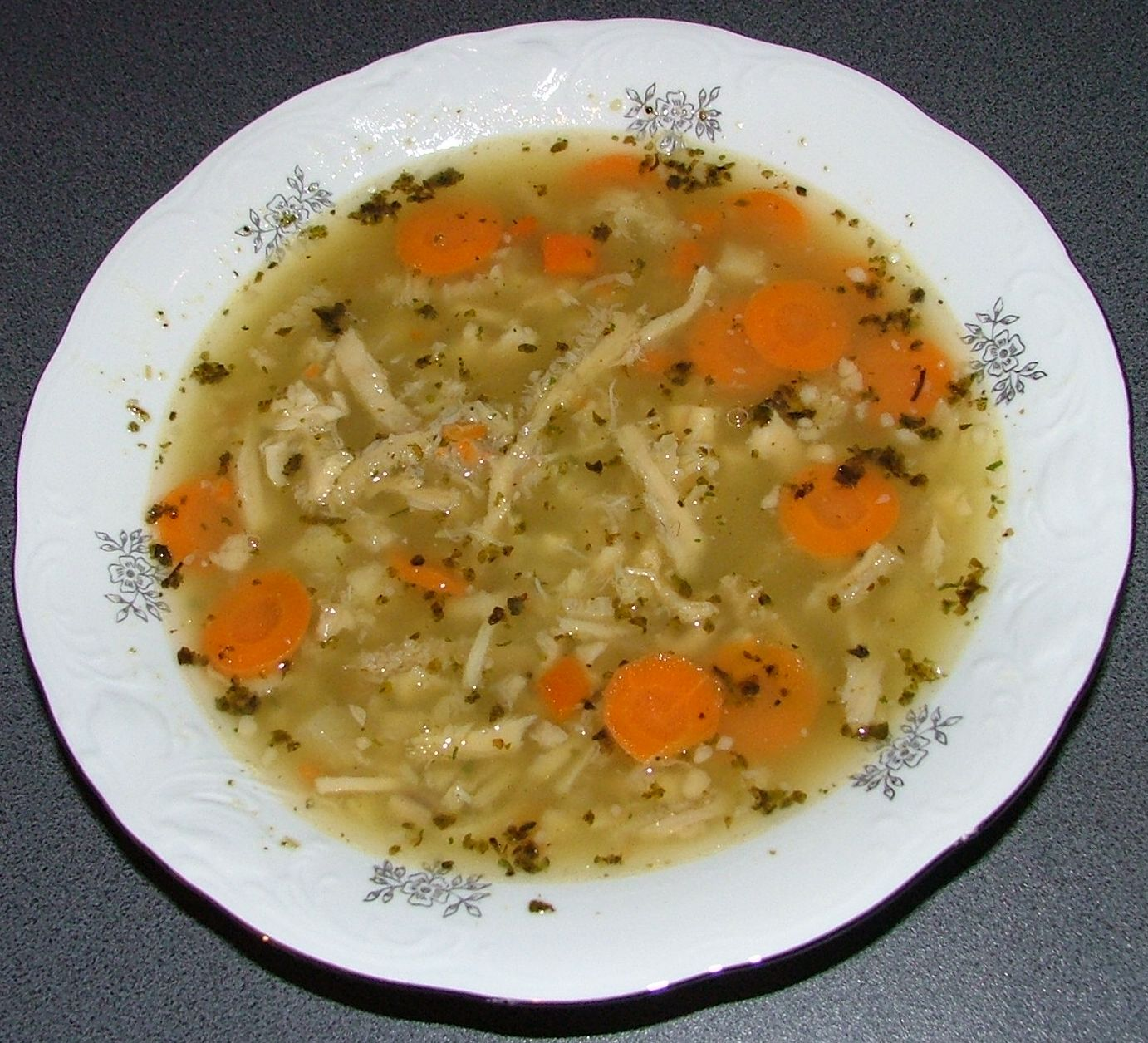
Un plato de Flaki recién servido.

Flaki (denominado también flaczki) es un estofado típico de la cocina polaca cuyo principal ingrediente son tripas de vaca que previamente han sido escrupulosamente lavadas días antes. Es un plato que tradicionalmente se sirve durante las celebraciones del Martes de Carnaval, aunque se prepara en otras celebraciones como pueden bodas, bautizos, etc. Se sirve caliente como aperitivo antes de una gran comida.

## Historia
El plato posee una tradición medieval, y es habitual que la denominación del plato se una al nombre de una localidad o ciudad polacas. Se trata de una receta no escrita cuyos ingredientes difieren según el gusto del cocinero, de la localidad, etc.

## Características
Este plato tiene por regla general la consistencia de una sopa. Suele estofarse con tripas de vacuno y además lleva abundantes mamas y especias: perejil, nuez moscada, mejorana, etc. En algunas ocasiones los comensales prefieren este plato ligeramente picante y le añaden algunas gotas de tabasco. Existe una variante en Varsovia (Flaki warszawskie) que emplea un poco de queso rallado, se sirve en un buen pan de centeno y una copa de vodka helado. Existe un producto envasado en latas, cuya denominación es Flaki Zamojskie que se exporta a los países donde existen comunidades polacas, su preparación es muy sencilla: solo hay que calentarlos. De la misma forma se elaboran sopas deshidratadas de Flaki, listas para ser consumidas.